# Факультет фізики, математики, економіки та інноваційних технологій ДДПУ ім. Івана Франка
Факультет фізики, математики, економіки та інноваційних технологій, ФФМЕІТ (колишній Фізико-математичний факультет) — науково-педагогічний структурний підрозділ Дрогобицького державного педагогічного університету імені Івана Франка. 

## Історія

### Фізико-математичний факультет (1940-2004)
Факультет фізики, математики, економіки та інноваційних технологій, який на момент створення називався Фізико-математичним факультетом, є одним із найстаріших підрозділів Дрогобицького державного педагогічного університету. Його історія розпочалася 12 березня 1940 року, коли в місцевій газеті «Більшовицька правда» з’явилося оголошення про набір до фізико-математичного факультету.
1 вересня 1940 року інститут урочисто відкрив свої двері. На момент заснування інститут став першим і єдиним закладом вищої освіти в Дрогобицькій області, а Фізико-математичний факультет відігравав ключову роль у підготовці педагогів із технічних дисциплін. Проте перший випуск факультету так і не відбувся: у 1941 році Німеччина оголосила війну Радянському Союзу, а 1 липня того ж року Дрогобич окупували німецькі війська. У цей період діяльність факультету, як і всього інституту, була припинена.
Після звільнення міста радянськими військами 6 серпня 1944 року інститут почав відроджуватися. Вже 19 листопада того року було оголошено новий набір студентів на Фізико-математичний факультет, що стало початком його повоєнної історії.
Після війни Фізико-математичний факультет став найбільшим науково-педагогічним підрозділом технічного спрямування в Дрогобицькій області. Цей статус він зберігав аж до ліквідації області в 1959 році. Факультет відігравав ключову роль у підготовці педагогічних кадрів для області, зосереджуючись на викладанні фізики та математики. 

Після ліквідації Дрогобицької області у 1959 році факультет переїхав до будівлі колишнього Дрогобицького обласного управління МДБ на вулиці Стрийській.

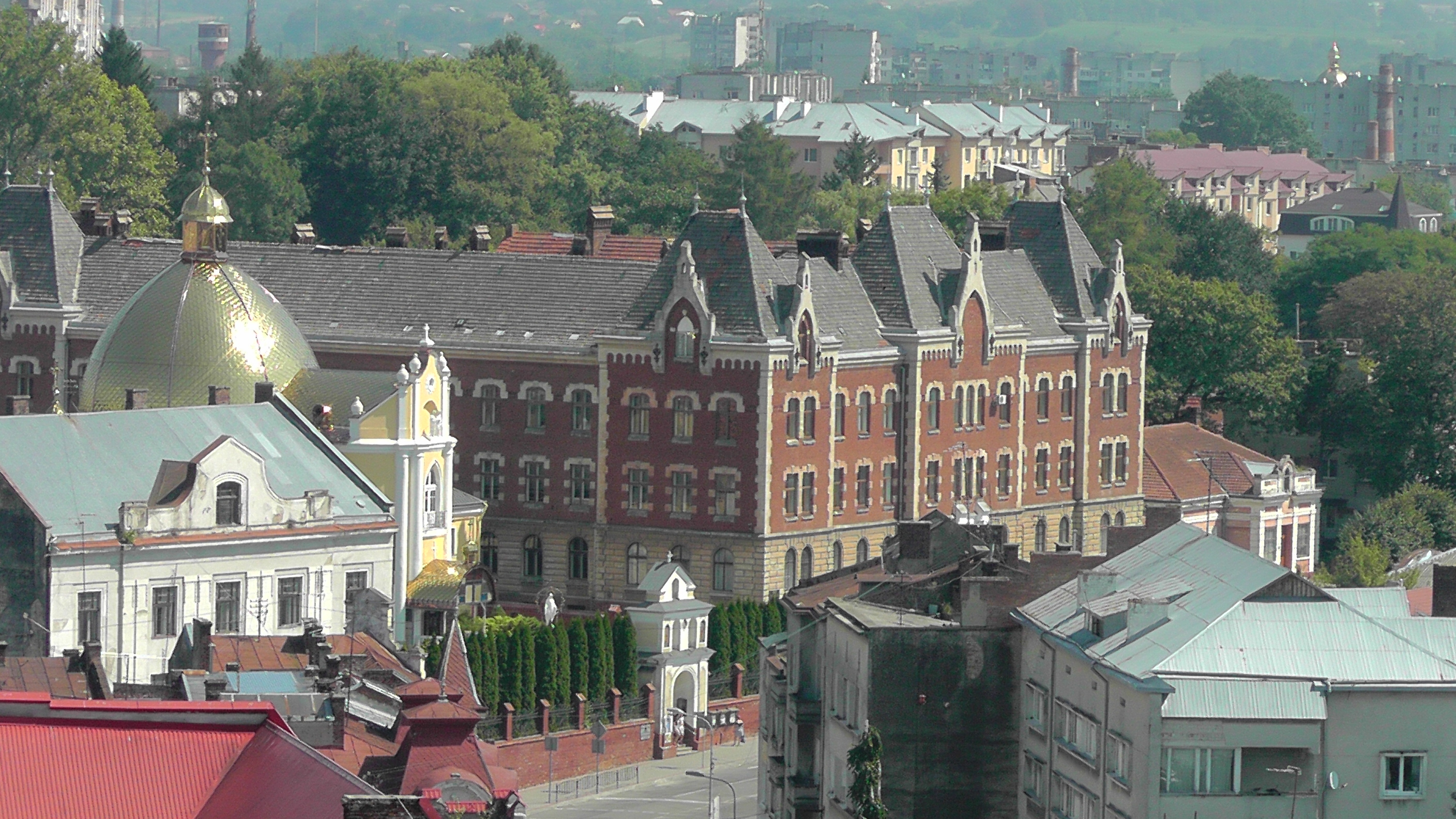
Вид з ратуші

У лютому 1960 року до Дрогобицького педагогічного інституту приєднали Львівський педагогічний інститут, що стало важливим етапом в історії факультету. Кількість студентів у всьому інституті зросла вдвічі, а Фізико-математичний факультет отримав новий імпульс для розвитку, зміцнюючи свої позиції як провідного осередку технічної освіти. Це об’єднання також сприяло розширенню викладацького складу та вдосконаленню навчальних програм.
У 1992 році на факультеті запровадили аспірантуру, що відкрило нові можливості для наукової роботи та підготовки молодих учених у галузі фізики й математики. У 1998 році Дрогобицький педагогічний інститут отримав статус університету, що дало змогу розширити діяльність факультету.

### Інститут фізики, математики, економіки та інноваційних технологій (2004-2022)
13 червня 2004 року згідно з наказом Міністерства освіти України № 457 Фізико-математичний факультет було реорганізовано в Інститут фізики, математики, економіки та інноваційних технологій. Ця зміна відобразила розширення профілю факультету, який тепер охоплював не лише традиційні дисципліни, а й економіку та сучасні технології, зокрема комп’ютерні науки та менеджмент підприємницької діяльності.
У 2014 році студенти факультету активно долучилися до протестів за євроінтеграцію, які проходили в Дрогобичі під час Революції Гідності.  

### Факультет фізики, математики, економіки та інноваційних технологій (2022)
У 2022 році Інститут було реорганізовано у Факультет фізики, математики, економіки та інноваційних технологій, повернувши йому статус факультету. Того ж року відбулося об'єднання всіх кафедр у три основні.
За незалежності факультет також активно розвивав міжнародну співпрацю. Студенти отримали можливість брати участь у програмах академічної мобільності, зокрема в рамках Erasmus+, що дозволяло їм навчатися семестр у провідних університетах Бельгії, Австрії та Польщі. Викладачі факультету проходили стажування в таких закладах, як Університет прикладних наук VIVES, Університет Марії Кюрі-Склодовської та Жешівський університет, що сприяло обміну досвідом і впровадженню сучасних методик навчання.

## Структура факультету

### Кафедри:[4]
- Кафедра фізики та інформаційних технологій
- Кафедра математики та економіки
- Кафедра технологічної та професійної освіти

### Лабораторії:[4]
- Навчально-наукова лабораторія STEM освіти і робототехніки
- Науково-дослідна лабораторія електронного матеріалознавства
- Науково-дослідна лабораторія “Мистецька Бойківщина”
- Науково-дослідна лабораторія нелінійних давачів імені професора Павла Ковальського
- Центр зовнішніх звʼязків та інформаційної діяльності
- Науково-дослідна лабораторія матеріалів твердотільної мікроелектроніки імені професора Володимира Цмоця

## Будівля факультету

### Повітовий суд
У 15 листопада 1899 році було закладено нову будівлю повітового суду на вулиці Стрийській. Будівництво тривало майже 4 роки, і до вересня 1903 року основні роботи вже були завершені.
5 вересня 1903 року будівлю проінспектував міністр-президент Цислейтанії Ернест фон Кьорбер, але освятили її тільки 17 жовтня. І вже 20 жовтня будівля офіційно почала приймати судові засідання. 

### Дрогобицьке обласне управління НКВС/МДБ
З приходом радянської влади в 1939 році у ній розмістили Дрогобицьке обласне управління НКВС та слідчу тюрму, і лише у 1959 році будівлю передали до фонду Дрогобицького педагогічного інституту.

У період із 24 серпня до 30 вересня 1990 року на території факультету учасники історико-просвітницької організації «Меморіал» і Народного руху України за підтримки десятків добровольців виявили кісткові останки 486 осіб — жертв НКВС.

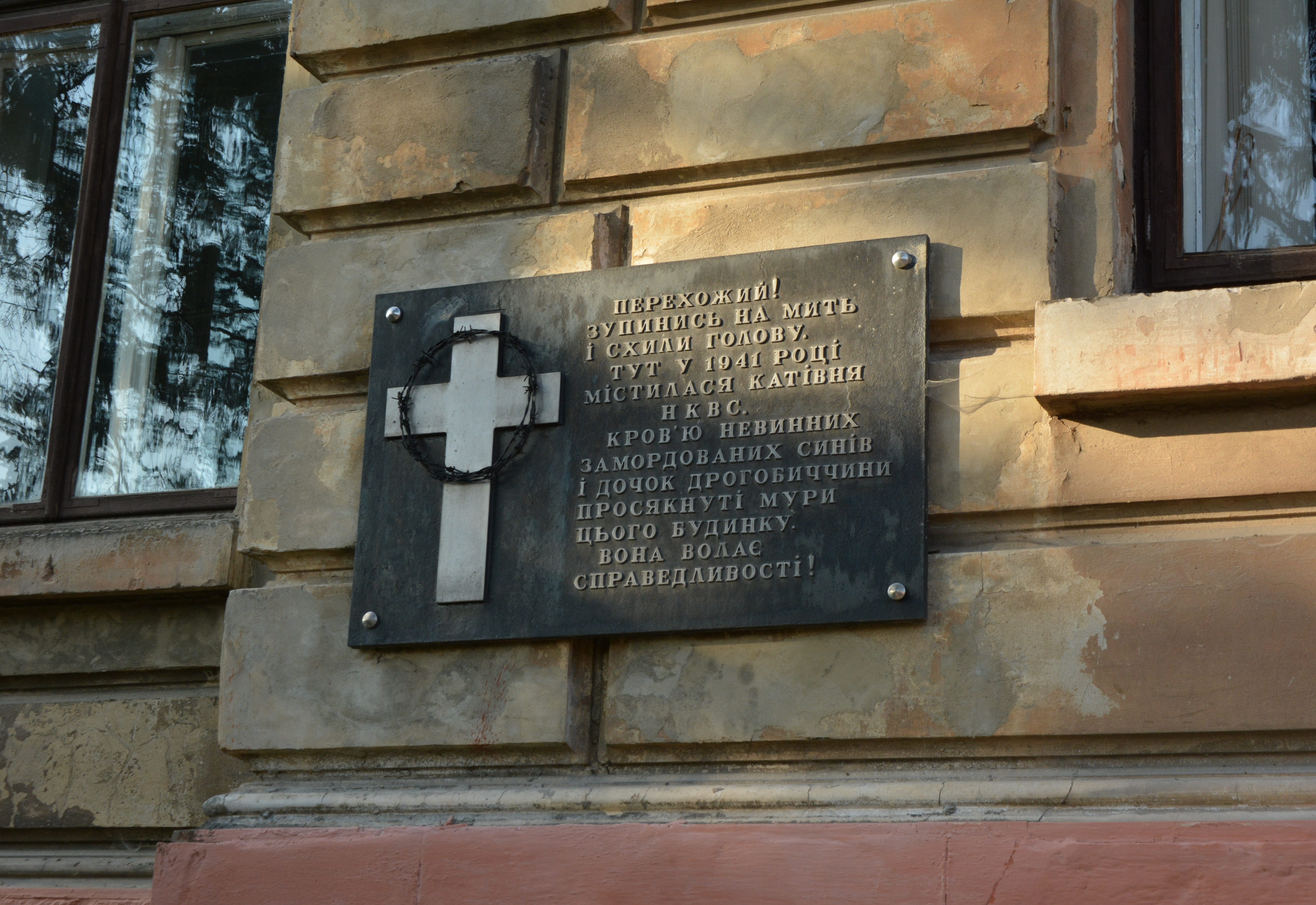
Меморіальна дошка

### Факультет
Після ліквідації Дрогобицької області у 1959 році факультет переїхав до будівлі колишнього Дрогобицького обласного управління МДБ на вулиці Стрийській.
З 2012 року в будівлі факультету діє музей «Тюрма на Стрийській».
У 2019 році на території факультету проходили зйомки фільму «Дрогобицька Голгофа».